# Мартирос Сарјан
Мартирос Сарјан (28. фебруар 1880 - 5. мај 1972) био је јерменски сликар, оснивач модерне јерменске националне школе сликарства.

## Биографија
Рођен је у јерменској породици у граду Нахичеван на Дону (сада део града Ростов на Дону, Русија). Породица је имала деветоро деце, живели су на малом имању поред града. 1887. преселио се у град са братом, а Нахичеван је тих година био један од центара јерменске културе, чију је историју и традицију Сарјан пажљиво проучавао од адолесценције. Говорио је и руски, његов други матерњи језик. 1895. године, са 15 година, завршио је нахичеванску школу, а од 1897. до 1904. студирао је на московској школи уметности, укључујући радионице Валентина Серова и Константина Коровина. Занимљива је чињеница да је 1906-1907. Сарјан написао низ чланака о јерменској архитектури, а 1912. покренуо је питање очувања древних споменика представницима арменске интелигенције. 
На њега су снажно утицали радови Пола Гогена и Анрија Матиса. Своје радове излагао је на различитим изложбама. Имао је радове изложене на изложби Плава ружа у Москви. 
Први пут је посетио Јерменију, тада део руског царства, 1901. године, у посети Лори, Шираку, Ечмијадзин, Хагпат, Санахин, Јереван и Севан. Израдио је своје прве пејзаже који приказују Јерменију: Макраванк, 1902; Арагатс, 1902; Биво. Севан, 1903; Вече у башти, 1903; У јерменском селу, 1903, итд. који су у московској штампи били веома хваљени.
Од 1910. до 1913. године много је путовао у Турску, Египат и Иран. 1915. године отишао је у Ечмијадзин (Вагаршапат) да помогне избеглицама које су побегле од јерменског геноцида у Османском царству. 1916. године отпутовао је у Тифлис (сада Тбилиси) где се оженио са Лусик Агаиан. Тамо је помогао организовање Друштва јерменских уметника. 
После напада бољшевика 1917. године са породицом одлази да живи у Русији. 1921. преселили су се у Јерменију. Иако је већи део његових дела приказивао јерменски пејзаж, он је такође дизајнирао и грб за Јерменски ССР и дизајнирао завесу за прво јерменско државно позориште. 
Од 1926. до 1928. живео је и радио у Паризу, али већина радова из тог периода уништена је у пожару на броду на ком се вратио у Совјетски Савез. Од 1928. до смрти, Сарјан је живео у совјетској Јерменији.
У тешким годинама 1930-их углавном се поново посветио пејзажном сликарству, као и портретима. Такође је изабран за заменика у Врховном совјету СССР- а, а три пута је награђиван Орденом Лењина и другим признањима и медаљама. Био је члан Академије уметности СССР-а (1974) и Јерменске академије наука (1956). Од 1946. три пута је изабран за посланика Врховног савета СССР-а, а од 1959. до дана смрти био је посланик Врховног савета Јерменске ССР.
Сарјан је умро у Јеревану 5. маја 1972. Његов бивши дом у Јеревану сада је музеј посвећен његовом раду са стотинама предмета на изложби. Сахрањен је у Јеревану у Пантеону поред Комитасовог гроба. 
Његов син Газарос (Лазарус) Сарјан био је композитор и просветни радник. Његова праунука Мариам Петросиан такође је сликар, као и карикатурист и награђивани романописац. 

## Галерија
- Поред бунара. Врући дан (1908)
- Египатске маске (1911)
- Разгледница
- Поред мора. Сфинга (1908)
- Трчање пса (1909)
- Аутопортрет (1907)
- Сарјанова застава предложена за прву јерменску републику